# Patronymes des anciens esclaves de la Guadeloupe
Pour un article plus général, voir Noms de famille donnés aux anciens esclaves des colonies françaises.
Les patronymes des anciens esclaves de la Guadeloupe ont été essentiellement choisis après la seconde abolition de l'esclavage en 1848. Ces patronymes ont été attribués aux esclaves de la Guadeloupe lorsqu'ils sont devenus affranchis, par initiative individuelle ou après la fin définitive de l'esclavage.

## Avant 1848
Si le Code noir exige des maîtres qu'ils baptisent leurs esclaves, ceux-ci sont considérés comme des biens meubles. Ils portent le « nom » que leurs propriétaires leur attribuent après l'achat, et sont marqués au fer des initiales de l'acquéreur à l'aide d'une estampille. Les esclaves n'ont pas d'état civil. Les appellations attribuées ne sont pas des noms de famille : elles ne se transmettent pas aux descendants.
Une ordonnance du 11 juin 1839 impose que les esclaves portent un numéro matricule, et soient déclarés et enregistrés par leurs propriétaires sur des registres matricules d'esclaves, qui sont établis dans chaque commune. Un numéro ou un surnom peut être attribué aux esclaves dans des cas d'homonymie. Cette ordonnance précise également que les affranchis devront se voir attribuer un nom patronymique et un prénom, excluant « des noms patronymiques connus pour appartenir à une famille existante, à moins du consentement exprès et par écrit de tous les membres de cette famille », et disposant que « seront seuls reçus comme prénoms, sur les registres de l'état civil, les noms en usage dans le calendrier grégorien et ceux des personnages connus dans l'histoire ancienne ».

## Après 1848
Le 27 mai 1848 est définitivement aboli l'esclavage en Guadeloupe par le gouverneur Marie Jean-François Layrle. Conformément aux instructions de la Commission pour l'abolition de l'esclavage, présidée par Victor Schœlcher, sont établis des « registres des nouveaux libres », pour recenser les patronymes attribués aux nouveaux affranchis, selon « un système de noms variés à l’infini par interversion des lettres de certains mots pris au hasard ». Supervisée par des officiers d'état civil, l'opération commence en août 1848 aux Abymes et se termine en décembre 1862 à Sainte-Rose, alors qu'elle ne devait durer que quelques mois. Elle concerne 87 752 Guadeloupéens sur une population totale de 129 109 habitants. 
Dans la pratique, le choix du patronyme est à l'initiative de l'officier d'état civil. Un certain nombre de noms sont choisis pour être « saugrenus ou dégradants »,.

## Action mémorielle
Le 26 mai 2012, à la veille de la commémoration de la fin de l'esclavage, le conseil régional de la Guadeloupe et le Comité marche du 23 mai 1998 publient un site web, anchoukaj.org, « premier site qui répertorie les patronymes attribués aux esclaves au moment de l'abolition ». 
Le 23 mai 2013, une stèle d'hommage aux esclaves est installée à Saint-Denis, en présence des ministres Victorin Lurel et George Pau-Langevin. Elle comporte « 213 prénoms, matricules d’esclaves et patronymes attribués aux nouveaux libres de la Guadeloupe et de la Martinique après l’abolition de 1848 ».